# Clytie euryphaea
Clytie euryphaea är en fjärilsart som beskrevs av George Francis Hampson 1918. Clytie euryphaea ingår i släktet Clytie och familjen nattflyn. Inga underarter finns listade i Catalogue of Life.